# Braeden Lemasters

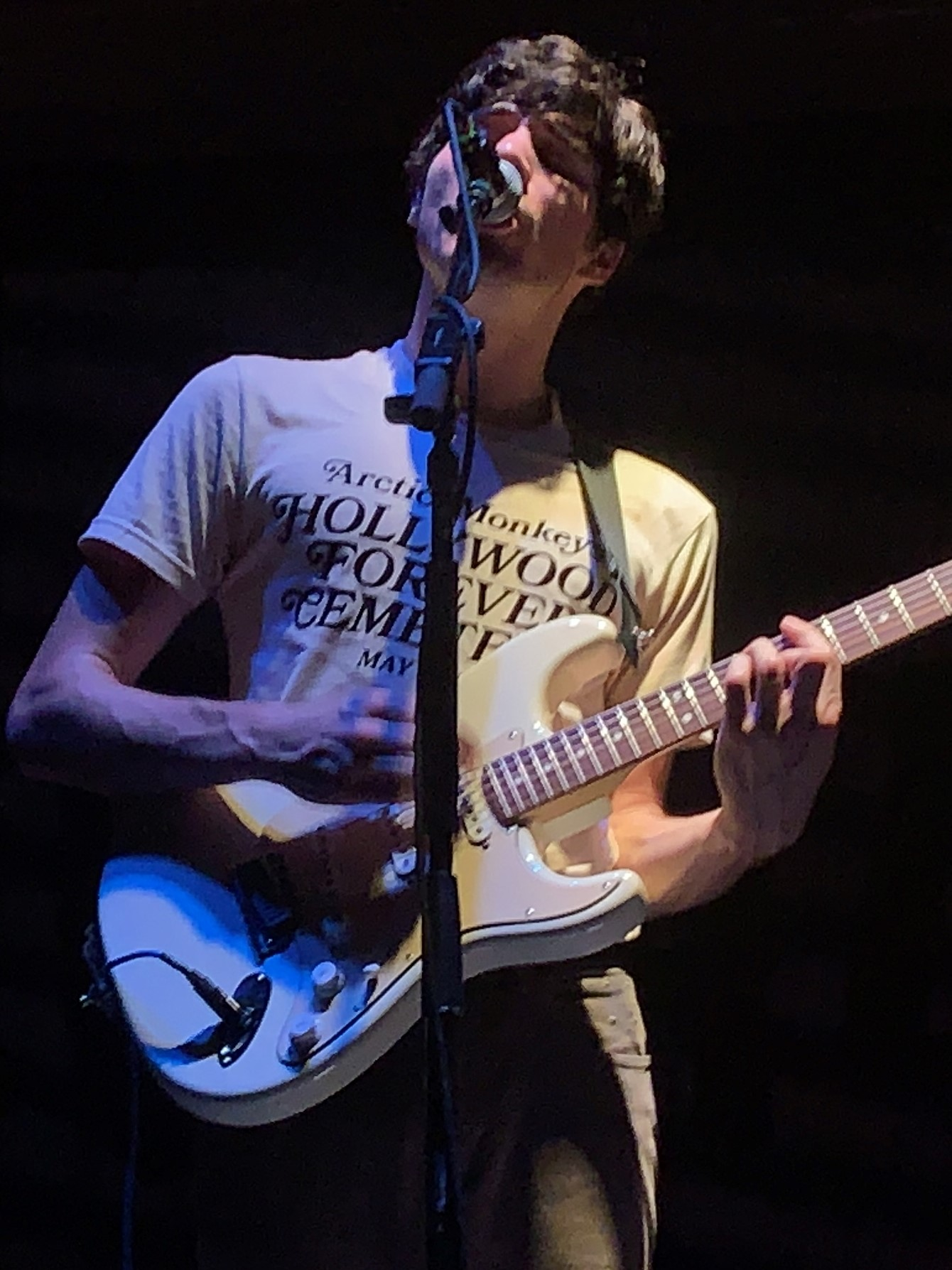
Braeden Lemasters, 2019

Braeden Matthews Lemasters (* 27. Januar 1996 in Warren, Ohio) ist ein US-amerikanischer Schauspieler, Musiker und Songwriter.

## Leben
Braeden und seine Eltern (Dave und Michelle Lemasters) zogen nach Santa Clarita, wo sie bis heute leben. Im Alter von neun Jahren übernahm er in der Fernsehserie Six Feet Under – Gestorben wird immer erstmals eine Gastrolle. Im Anschluss war er vor allem in Fernsehserien zu sehen.
Im Jahr 2009 gründete er zusammen mit dem Schauspieler Dylan Minnette die Musikband The Feaver. Die Band gewann 2010 einen vom kalifornischen Radiosender KYSR gesponserten Musikwettbewerb und traten danach auf der Warped Tour 2011 und in den Nachtclubs The Roxy und Whisky a Go Go auf.
Im Jahr 2012 spielte Braeden im Film A Christmas Story 2 die Hauptrolle als Ralphy.

## Filmografie
- 2005: Six Feet Under – Gestorben wird immer (Six Feet Under, Fernsehserie, 1 Folge)
- 2006: Criminal Minds (Fernsehserie, 1 Folge)
- 2006: Emergency Room – Die Notaufnahme (Fernsehserie, 1 Folge)
- 2006: The Closer (Fernsehserie, 1 Folge)
- 2006: Dr. House (House, Fernsehserie, 1 Folge)
- 2006: Thrillville (Synchronstimme des Jungen)
- 2007: Sacrifices of the Heart
- 2007: Liebe erhellt die Nacht (Love's Unending Legacy)
- 2007: Life (Fernsehserie, 1 Folge)
- 2007: Grey’s Anatomy (Fernsehserie, 1 Folge)
- 2007: Wainy Days (Fernsehserie, 2 Folgen)
- 2008: Beautiful Loser
- 2008: Law & Order: Special Victims Unit (Fernsehserie, 9x13)
- 2008: Eli Stone (Fernsehserie, 1 Folge)
- 2008: Ghost Whisperer – Stimmen aus dem Jenseits (Ghost Whisperer, Fernsehserie, 1 Folge)
- 2008: Saving Grace
- 2008: Cold Case – Kein Opfer ist je vergessen (Cold Case, Fernsehserie, 1 Folge)
- 2009: Navy CIS (NCIS, Fernsehserie, 1 Folge)
- 2009: Chasing a Dream (Fernsehserie, 1 Folge)
- 2009: Stepfather (The Stepfather)
- 2009–2011: Men of a Certain Age (Fernsehserie)
- 2010: Einfach zu haben (Easy A)
- 2011: R. L. Stine’s The Haunting Hour
- 2012: A Christmas Story 2
- 2012: Wedding Band  (Fernsehserie, 1 Folge)
- 2013–2014: Betrayal
- 2015: R.L. Stine – Geisterstadt: Kabinett des Schreckens (R.L. Stine’s Monsterville: Cabinet of Souls)